# 軍隊に演説するアルフォンソ・ダヴァロス
『軍隊に演説するアルフォンソ・ダヴァロス』（ぐんたいにえんぜつするアルフォンソ・ダヴァロス、西: Alocución del Marqués del Vasto、英: Alfonso d'Avalos Addressing his Troops）は、イタリア盛期ルネサンスのヴェネツィア派の巨匠ティツィアーノ・ヴェチェッリオが1540-1541年ごろ、キャンバス上に油彩で制作した絵画である。ヴァスト侯爵アルフォンソ・ダヴァロスはカスティーリャ出身の家族を先祖に持つナポリの貴族であった。彼はパヴィアの戦いとチュニス征服に参加し、1538年にはミラノ総督に任命されたが、ミラノ統治の大失敗と1544年にチェレソーラ (Ceresola) でフランス軍に敗北したことにより、後に神聖ローマ皇帝カール5世の寵愛を失うことになった。作品はマドリードのプラド美術館に所蔵されている。なお、ティツィアーノは、この作品に先立つ1533年にも『小姓を伴うアルフォンソ・ダヴァロスの肖像』（J・ポール・ゲティ美術館、ロサンゼルス）を描いている。

## 作品
この作品はヴァスト侯爵の肖像画とみなされてきたが、1537年に起こった事件を物語る歴史画である。ミラノに駐留していたスペイン軍が支払いを受けていなかったことにより反乱を起こし始めたが、侯爵の雄弁な演説に忠誠心を喚起され、辛抱すれば給与は支払われると保証されたため反乱は鎮圧された。他の用事で軍隊のもとを離れなければならなかった侯爵は息子のフランチェスコ・フェランテを残していき、軍隊に支払いがなされることを保証した。
ダヴァロス侯爵は、演説中に息子が彼の兜を小姓として持つ場面をティツィアーノに描いてもらうよう契約をした。構図は、コンスタンティヌスの凱旋門のレリーフや硬貨の図柄など古代ローマの古典的モデルにもとづいている。ティツィアーノは将軍の侯爵を高い位置に立たせ、古代の雄弁な演説法の指示書通り、彼が右腕を挙げて演説するところを強調している。
当時、最も著名な軍人の1人であった侯爵がこのような出来事を記念しようとしたのは政治的動機からである。作品は、1537年に反乱を起こした軍隊を鎮圧するために金銭の支払いを肩代わりしなければならなかったミラノ市民に向けて、侯爵が自己弁護をするための嘆願であった。また、同様の状況でフェランテ・ゴンザーガが示した譲歩しない固い決意に対して、侯爵が譲歩したことを批判したカール5世に対する自己弁護の嘆願でもあった。この作品を通して、侯爵は平和的な方法で反乱を鎮圧し、金銭の支払いの約束を守る保証として息子を人質として残していったことを強調したかったのである。
作品は、1539年に侯爵自身によってヴェネツィア旅行中に委嘱された。作品の最初の公開は1541年のミラノにおいてであり、カール5世の訪問に合わせてのことであった。絵画に満足した侯爵は、絵画を自ら侯爵に渡したティツィアーノに毎年50ドゥカートの年金を与えた。
後に作品はゴンザーガ家に、続いてイングランド王チャールズ1世に購入された。王が処刑されて、その資産が売却されると、作品は他の王の絵画同様にスペイン王フェリペ4世により購入された。1828年に、フェルナンド7世は作品をプラド美術館に譲渡した。